# Mostizzolo

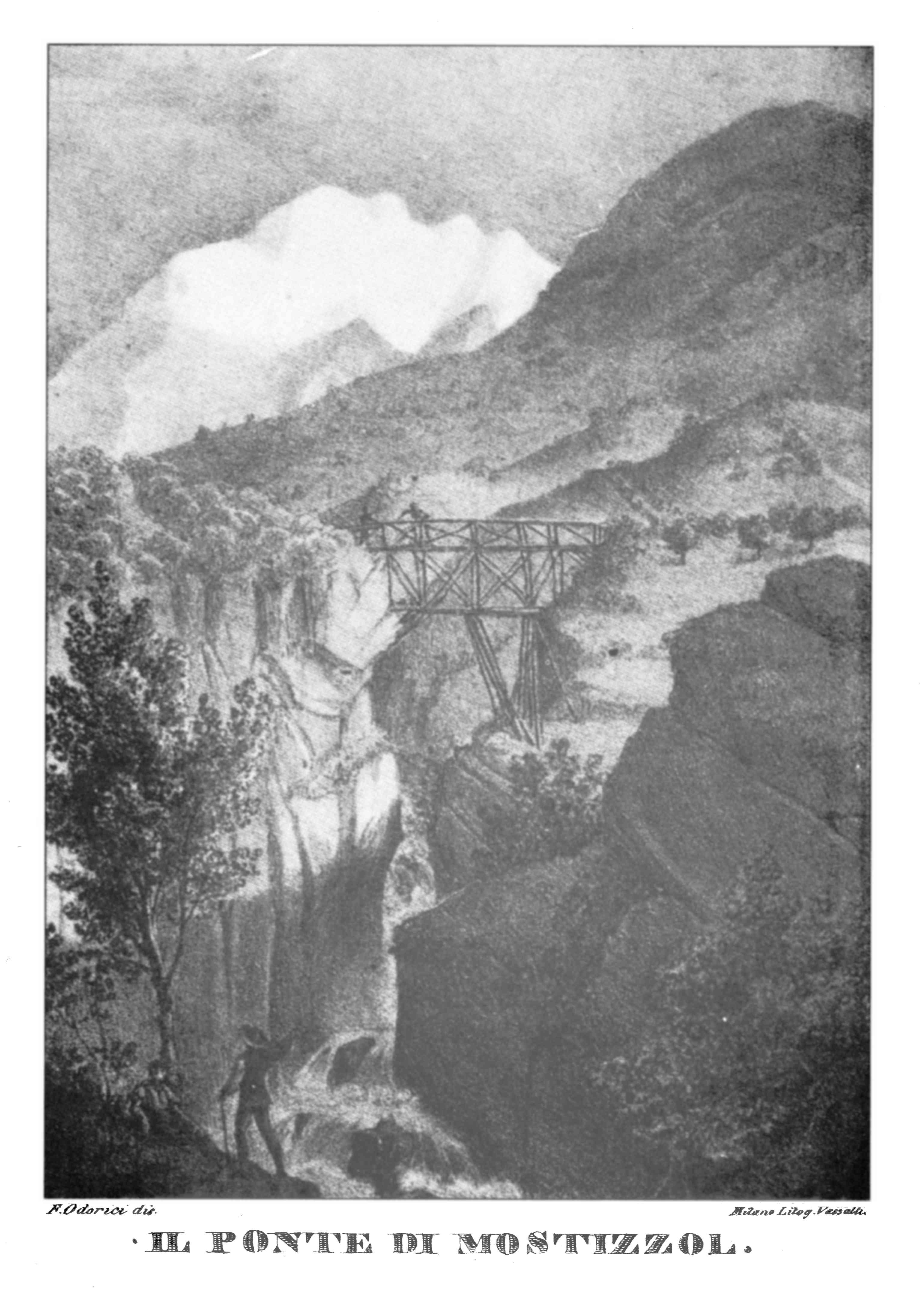
Most w 1829

Mostizzolo – most o długości 594 m, położony we Włoszech nad przełomem rzeki Noce, na granicy gmin Cis i Cles.
Nazwa mostu pochodzi od niemieckiego zwrotu „musst bezahlen”, oznaczającego „trzeba zapłacić”. Na moście dawniej przeprowadzano odprawy celne.
W pobliżu mostu prowadzi trasa kolejowa pociągu relacji Trento-Malé-Marilleva.